# Primární ideál
Primární ideál je pojem z oboru komutativní algebry. Jedná se o takový vlastní ideál {\displaystyle I} komutativního okruhu {\displaystyle R}, pro který platí, že pokud {\displaystyle a,b\in R,a\cdot b\in I} a {\displaystyle a\notin I}, pak {\displaystyle b^{n}\in I} pro nějaké přirozené číslo {\displaystyle n}.
Významná věta Laskera-Noetherové říká, že každý ideál noetherovského okruhu má primární rozklad, tedy může být vyjádřen jako průnik konečně mnoha primárních ideálů.

## Příklady
- Každý prvoideál je zároveň primárním ideálem.